# EROSITA
eROSITAは、ドイツのマックス・プランク地球外物理学研究所 (MPE) が開発した製造されたX線宇宙望遠鏡である。eROSITAはロシアとドイツが共同で進めるSpektr-RG宇宙天文台の一部であり、ロシアの望遠鏡ART-XCと合わせて一つの衛星を構成する。2019年7月13日にバイコヌール宇宙基地からロスコスモスによって打ち上げられ、第2ラグランジュ点（L2）を6か月かけてめぐるハロー軌道に配置された。2019年10月に、科学観測を開始した。

## 概要
eROSITAは、もともと国際宇宙ステーションに設置することを目的にヨーロッパ宇宙機関によって設計された。しかし2005年に、eROSITAを独立した人工衛星に搭載することで科学的成果が大幅に向上するとの報告がなされた。eROSITAに使われているX線望遠鏡は、1999年4月に打ち上げられたがバッテリーの過充電によって破壊に至ったABRIXAS天文台の設計に基づいて行われた。
eROSITAは、7年間にわたりX線で全天を掃天観測する計画である。eROSITA全天調査（eRASS）は、2〜10keVの帯域で最初の全天観測になる予定である。また0.3〜2 keVの帯域では、1990年代に実施された先駆的なX線掃天観測衛星であったROSATに比べて25倍の感度向上が期待されており、観測成果を大きく塗り替えることになる。eROSITAは、10万個の銀河団、300万個の活動銀河核、天の川銀河内の70万個の星を検出すると想定されている。主要な科学目標は、銀河団の観測を通じて宇宙の構造と歴史を解明し、ダークエネルギーを測定することである。
eROSITAは2019年10月17日にファーストライトを達成し 、2020年6月11日に最初の全天調査を完了した。2021年夏に最初のX線データが公開された。2022年2月26日、ロシアのウクライナへの侵攻が始まると、eROSITAの運用は一時停止された。観測装置の科学運用は一時的に停止されたが、ドイツで既に受信されたデータの解析作業は継続された。この時点で、eROSITAの全天サーベイは、予定されていた8回のうち4回を終了している。

## 開発
eROSITAに使われているX線望遠鏡は、金メッキされた反射鏡54層からなるヴォルター式望遠鏡 (ミラーモジュール) が7台並んだ構造になっている。反射鏡は高エネルギーX線光子を集光し、eROSITA X線高感度カメラに導くように配置されている。カメラは高純度シリコンでできたX線CCDであり、MPEで内製されたものである。最適な性能を得るために、カメラは-90℃にまで冷却される。 

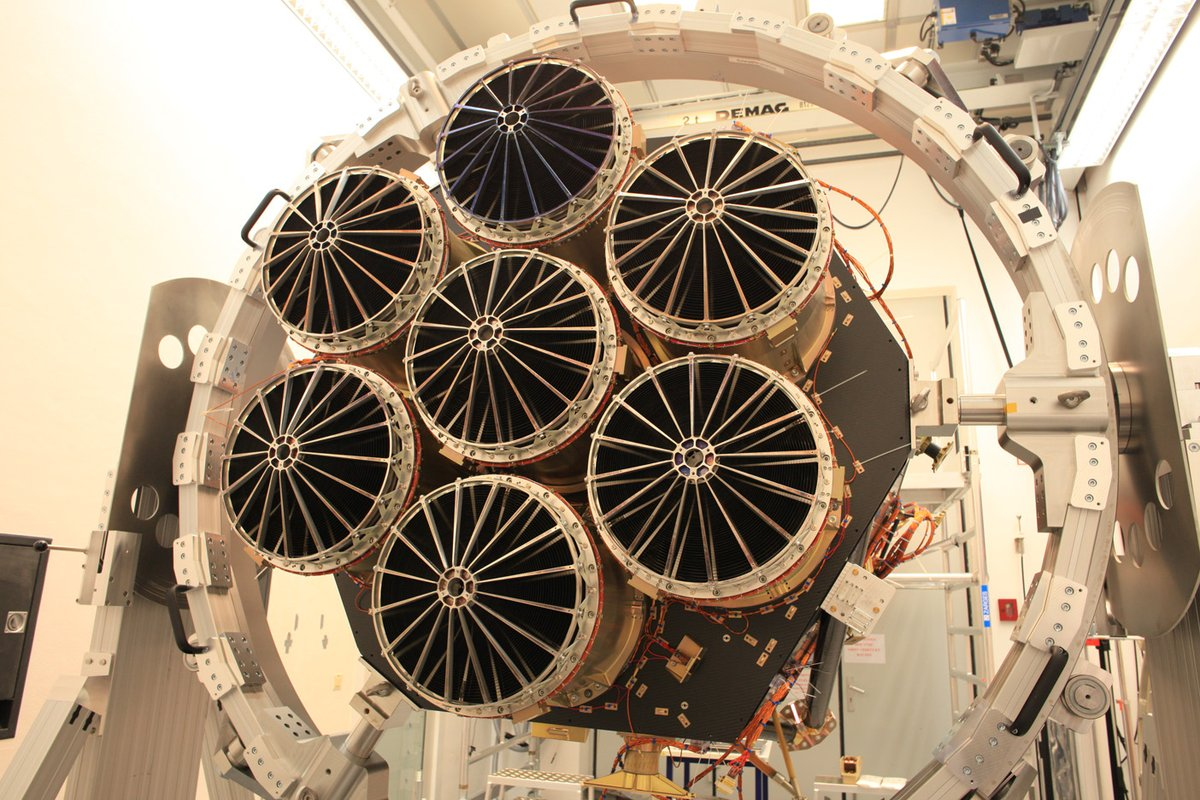
正面から見た7つのミラーモジュール
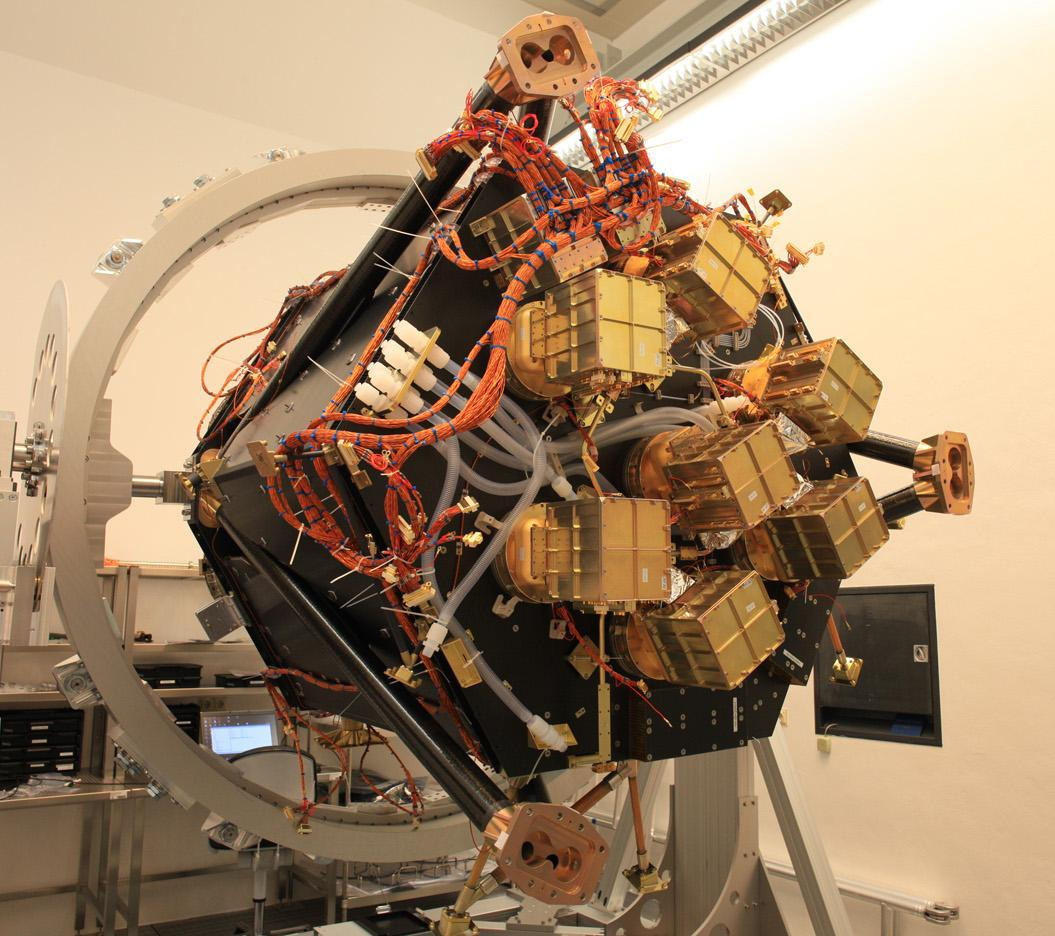
各ミラーの背後にあるX線検出器

## 観測装置
|              | eROSITA                              | ART-XC         |
| ------------ | ------------------------------------ | -------------- |
| 組織         | マックス・プランク地球外物理学研究所 | IKI / VNIIEF   |
| 望遠鏡タイプ | ヴォルター式                         | ヴォルター式   |
| 波長         | X線                                  | X線            |
| 質量         | 810 kg                               | 350 kg         |
| 感度範囲     | 0.3-10 keV                           | 6-30 keV       |
| 画角         | 1度                                  | 30分角         |
| 角度分解能   | 15秒角                               | 45秒角         |
| センサー面積 | 2,400平方cm/1keV                     | 450平方cm/1keV |

## 協力体制
eROSITAは、マックス・プランク地球外物理学研究所を中心に、バンベルク、ハンブルク、ポツダム、チュービンゲンの研究所と共同で開発された。ドイツのeROSITAコンソーシアムにはドイツ全土の研究所だけでなく国際機関のメンバーも含まれており、eROSITAによって検出される数百万の天体を追跡観測するため、地上望遠鏡との協力体制も確立している。

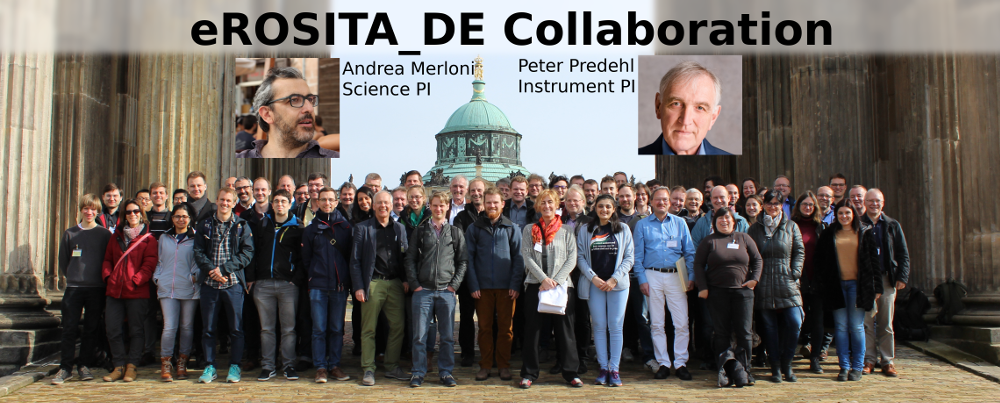
2019年3月4〜7日にポツダムで開催されたドイツのeROSITAコンソーシアム会議

## 科学成果
望遠鏡の科学的な性能を評価するための試験観測のデータは、2019年10月22日に公表された。超新星1987Aの高分解能スペクトル、大マゼラン雲や銀河団の画像に加えて、非常に変動の大きい活動銀河核の光度曲線も公開された。

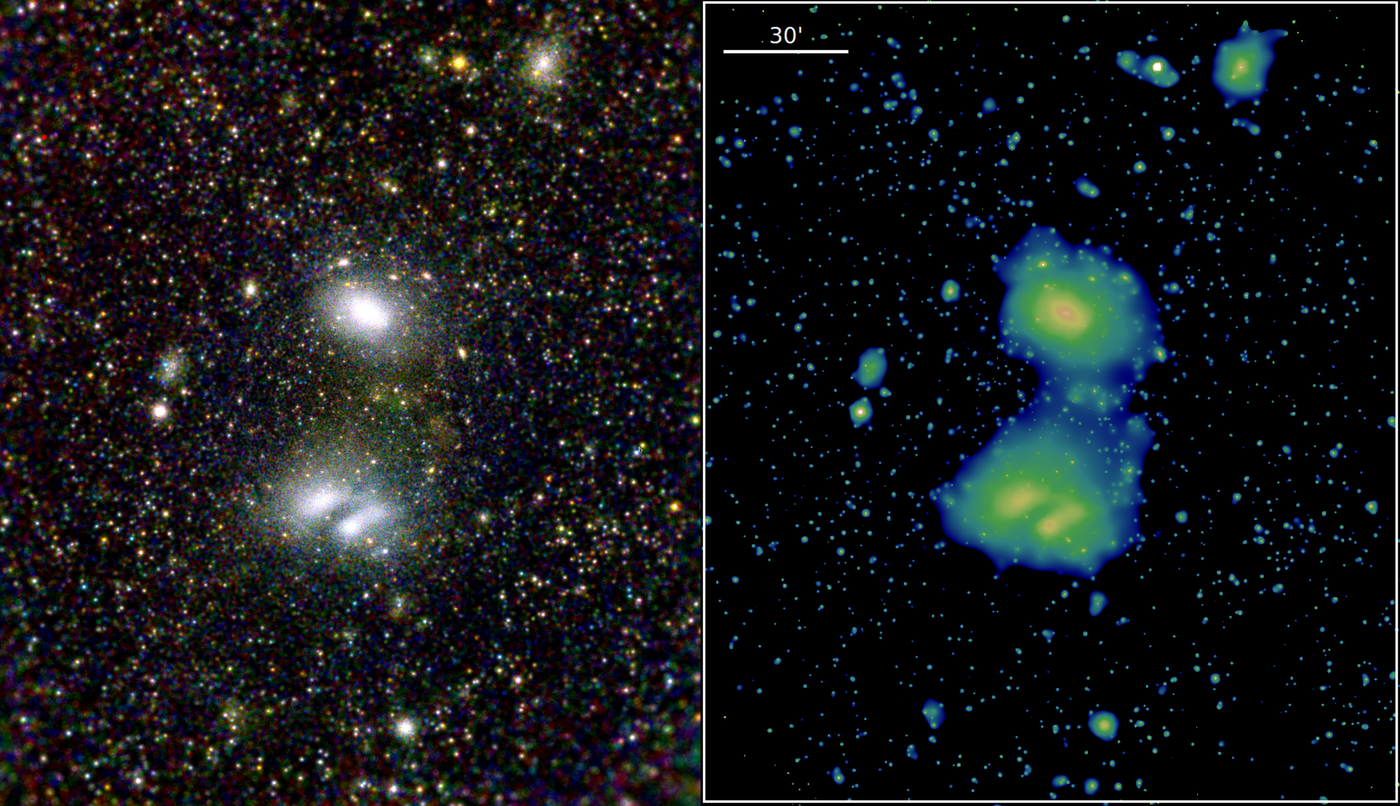
eROSITAが観測した相互作用銀河団A3391およびA3395。

最初の全天観測は2020年6月11日に完了し、活動銀河核（77％）、活動的な高温コロナを持つ星（20％）、銀河団（2 ％）などの天体の他、明るいX線連星、超新星残骸、広がった星形成領域、さらにはガンマ線バーストなどの突発現象を含む110万個の天体を記録したカタログとしてまとめられた。全天マップには、マッシュルームのような泡状構造などの天の川銀河から広がる構造や銀河円盤のガスによる吸収なども含まれている。

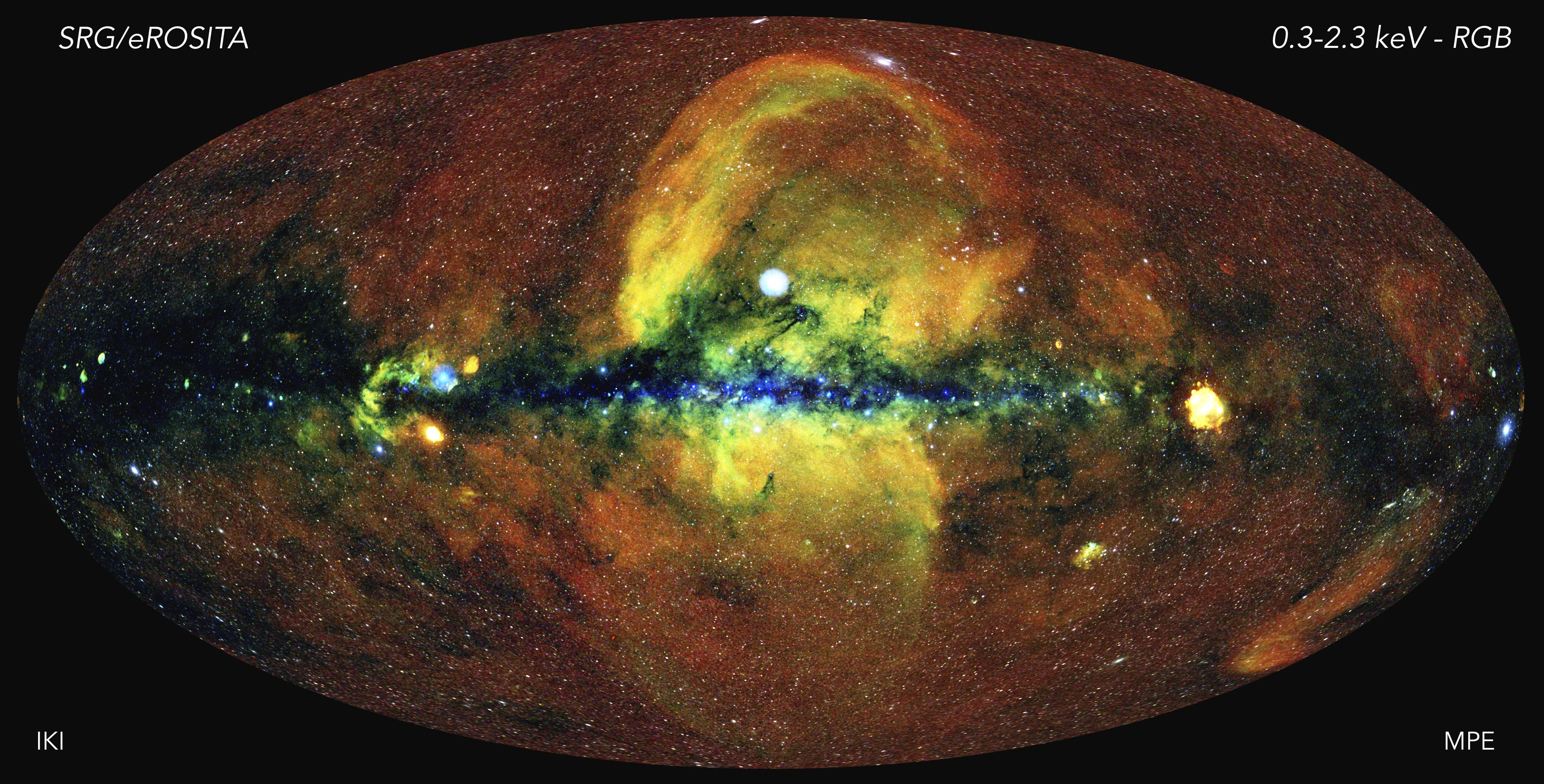
eROSITA全天画像